# Maximilian Spinola
Maximilian Spinola (italienska: Massimiliano Spinola), född 10 juli 1780 i Pézenas, Hérault i Frankrike, död 12 november 1857 Tassarolo, Alessandria, Italien, var en italiensk entomolog.

## Biografi
Familjen Spinola hade mycket gamla anor och hade stor rikedom och makt i Genua. Maximilian Spinola var ättling till den berömde spanske generalen Ambrogio Spinola, Marqués de los Balbases (1569-1630) och en stor del av hans förmögenhet härrörde från mark som hölls i Spanien och Sydamerika. Han var också knuten till Camillo Pallavicini.
Spinola ägnade sig åt forskning inom entomologin och han kunde samla in många insekter från sina fastigheter i Spanien och Sydamerika. Han gjorde också omfattande och dyra inköp av särskilt stora och pråliga tropiska skalbaggar och getingar. Hans entomologiska insatser var främst inriktade på ordningarna Coleoptera, Hymenoptera och Hemiptera.
Spinola gav många viktiga bidrag till entomologin genom beskrivning av många taxa, redovisade särskilt i Spinola MM, 1850. Latr Tavola sinottica dei generi spettanti alla classe degli insetti Arthroidignati, Hemiptera Linn.,. - Rhyngota Fab. - Rhynchota Burm. Memoria del Socio Attuale signor Marchese Massimiliano Spinola Modena, Dal tipi delle RD kamera. Soc. Ital. Sci. , T.25, pt.1: 138 pp.
Han finns med i listan, som greve Maximilian Spinola, som ordinarie medlem av Entomological Society of London i föreningens första volym av skrifter som publiceras 1836. På den tiden bodde han i Genua.
Spinolas Coleoptera (med typer som köpts från Dejean), Hymenoptera (med typer som köpts från Audinet-Serville och Lepeletier och arter från Pierre André Latreille Collection), Hemipterasamlingen finns i Museo Regionale di Scienze Naturali i Turin i Italien. Andra arter finns i Museo storia naturale di Pisa och de flesta av hans typexemplar är bevarade och i gott skick.

## Arbeten i urval
- 1806. Insectorum Liguriæ sort novae AUT Rariores, quas i agro Ligustico nuper detexit, descripsit et iconibus illustravit. Tom. 1. xvii + 159 pp. Genuæ.
- 1808. Insectorum Liguriae arter novae aut rariores, quae i agro Ligustico nuper detexit, descripsit et iconibus illustravit Maximilianus Spinola, adjecto Catalogo spiecierum auctoribus jam enumeratarum, quae i eadam Regione occurrunt, Vol. 2. Gravier, Genuae.
- 1839. Compte rendu des hyménoptères recueillis par M. Fischer pendant son voyage en Égypte, et communiqués par M. le Docteur Waltl a Maximilien. Annales de la Société Entomologique de France 7: 437-546.
- 1839 Essai sur les Fulgorelles, sous-tribu de la tribu des Cicadaires, ordre des Rhynchotes Ann. Soc. ent. France 8, 133-137, 339-454.
- 1843. Sur quelques Hyménoptères peu connus, recueillis en Espagne, hängande l'année 1842, par M. Victor Ghiliani , voyageur-Natura. Annales de la Société entomologique de France (2) 1: 111-144.
- 1851. Hyménopteros. i Gay, C., Historia Fisica y Politica de Chile. Zoologia . Vol. 6. Casa del författare, Paris. pp. 153-569.
- 1853. Compte rendu des hyménoptères inédits provenants du voyage entomologique de M. Ghiliani dans le Para en 1846. Memoire della Reale Accademia della Scienze di Torino (2)13: 19-94.[2]